# Lactat dehidrogenază

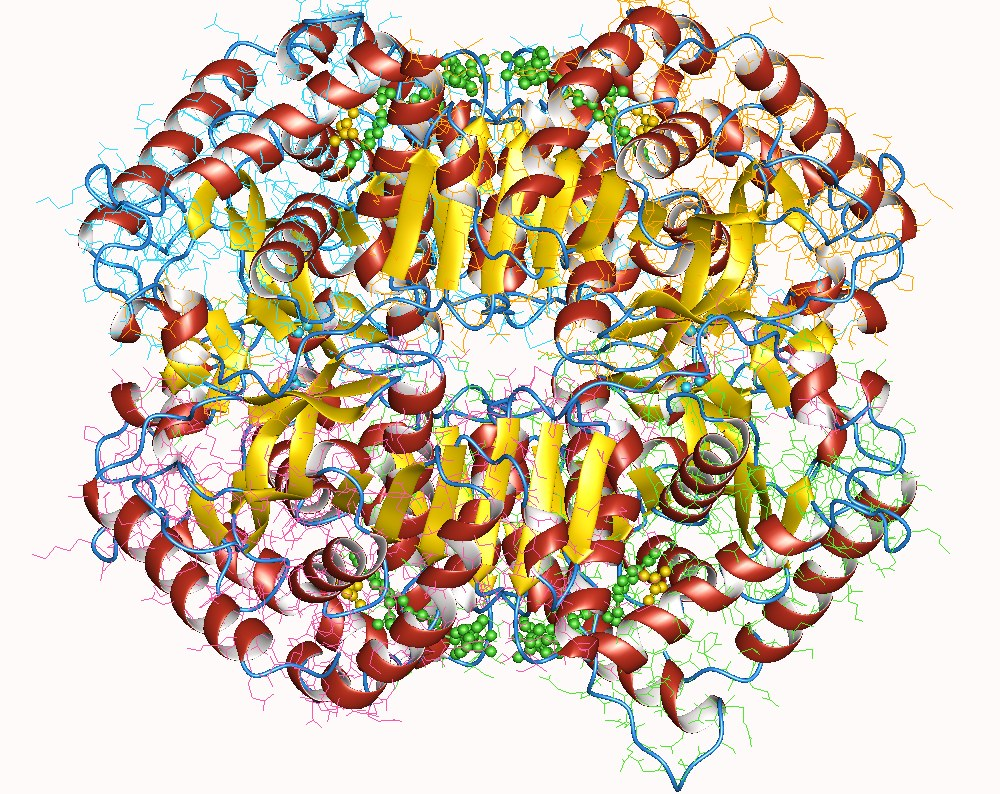
Structura LDH5 umană

Lactat dehidrogenazele (LD sau LDH) (EC 1.1.1.27) sunt o clasă de enzime din clasa dehidrogenazelor (oxidoreductaze) care catalizează reacția de interconversie a lactatului la piruvat, pe baza conversiei NAD+ la NADH. Se regăsește aproape în toate organismele vii.
Reacția chimică poate fi reprezentată: